# Oligolectie
De term oligolectie (Oudgrieks ὀλῐ́γος olígos: 'weinig' en λεκτός lektós: 'gelezen, uitgekozen, verzameld') is van toepassing op insecten die zeer selectief zijn in de keuze van bloemen die ze  bestuiven.
Een oligolectische bijensoort heeft een hoge mate van specialisatie en bestuift meestal enkel planten uit een bepaalde familie of geslacht, of soms zelfs maar een enkele soort. Ik dat laatste geval wordt ook wel de term monolectie gebruikt.
Ongeveer de helft van alle bijensoorten is oligolectisch.
Het tegengestelde begrip is polylectie, wat staat voor insecten die weinig of geen voorkeur hebben, afwisselend verschillende plantensoorten bezoeken en overweg kunnen met veel verschillende bloemtypen.